# 湖南省人民检察院
湖南省人民检察院是湖南省的检察机关，现任检察长为叶晓颖。